# Cascabela balsaensis
Espèce
Cascabela balsaensis est une espèce de plantes dicotylédones de la famille des Apocynaceae, sous-famille des Rauvolfioideae, endémique du Mexique.
C'est un arbuste ou un petit arbre tropical à feuilles persistantes, pouvant atteindre de 2 à 5 mètres de haut.